# Belmont-sur-Rance
 Belmont-sur-Rance   (en occitano Bèlmont) es una población y comuna francesa, situada en la región de Mediodía-Pirineos, departamento de Aveyron, en el distrito de Millau y cantón de Belmont-sur-Rance. Hasta 1919 se llamó simplemente Belmont.

## Demografía
| 922 | 877 | 794 | 883 | 1021 | 1006 |
| Para los censos de 1962 a 1999 la población legal corresponde a la población sin duplicidades (Fuente: INSEE [Consultar]) |     |     |     |      |      |